# Josef Hoffmann

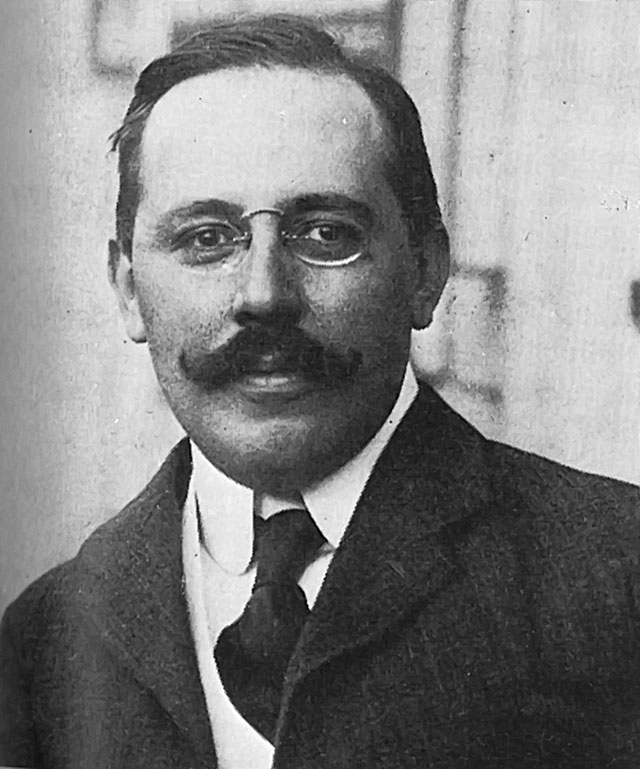
Josef Hoffmann.

Josef Hoffmann, född 15 december 1870 i Pirnitz, nuvarande Tjeckien, död 7 maj 1956 i Wien, var en österrikisk arkitekt.
Hoffmann var starkt påverkad av sina lärare Karl von Hasenauer och Otto Wagner vid Wiens konstakademi och inledde sin karriär på Wagners arkitektkontor. Han startade sitt eget kontor 1898 och hörde till grundarna av Wiener Werkstätte. 
Hoffmann var en av de centrala gestalterna i den österrikiska Wiener Sezession, en radikal konstnärs- och arkitektgrupp, och deltog aktivt i dess arbete, bland annat i tidskriften Ver Sacrum. Jämfört med annan jugendarkitektur kan Hoffmanns verk sägas utgöra en länk i stilutvecklingen mellan Arts and Crafts och en sorts förmodernism i samma anda som Frank Lloyd Wright. Hans första verk är påtagligt influerade av Mackintosh och hans senare associeras lätt till modernismens betoning av reducerade, ortogonala kompositioner.

## Projekt

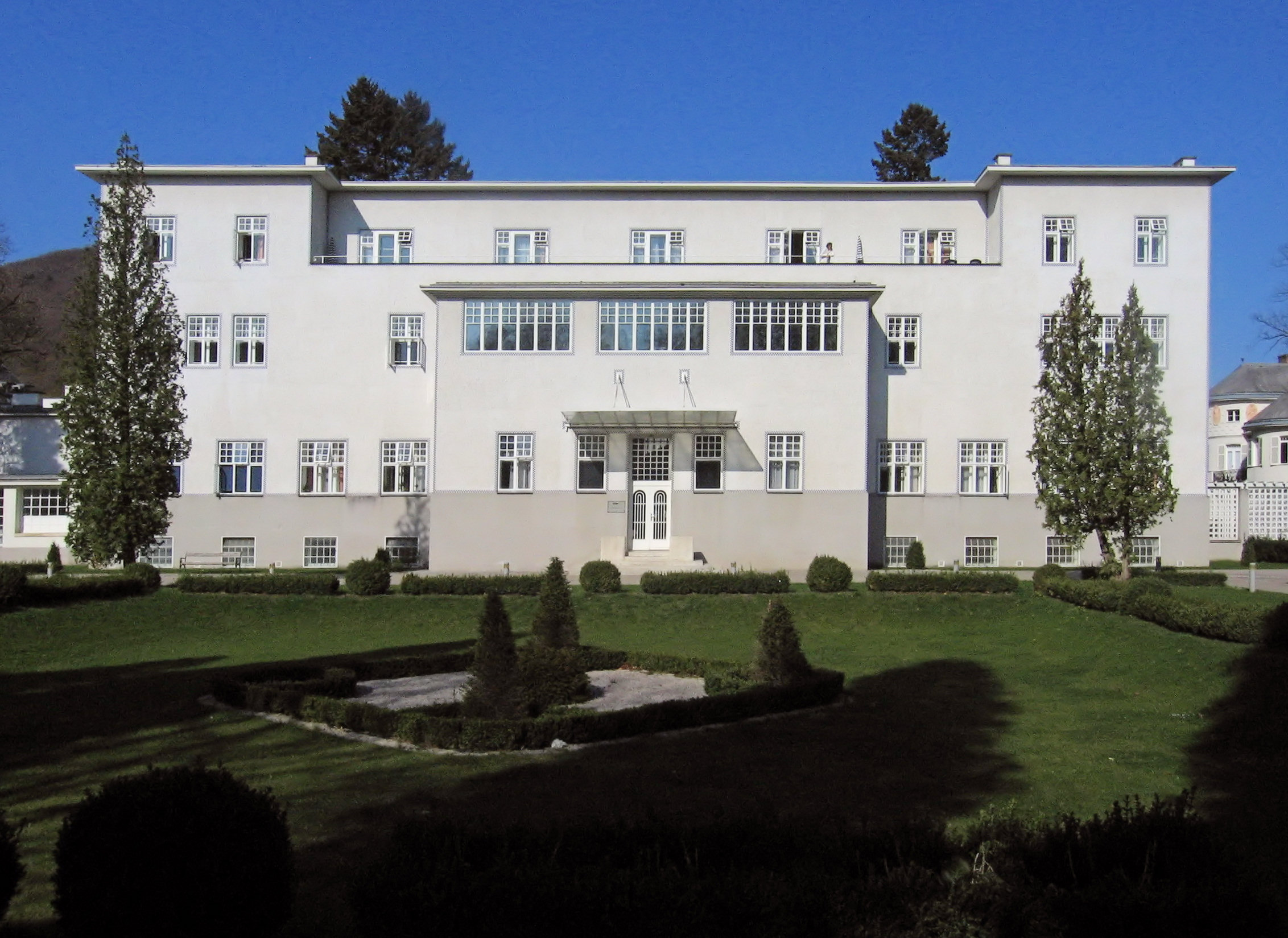
Sanatorium Purkersdorf.

- Villa Moser-Moll, Wien, Österrike, 1900 - 1901
- Sanatorium Purkersdorf, Purkersdorf, Österrike, 1904 - 1905
- Palais Stoclet, Bryssel, Belgien, 1905 - 1911
- Villa Ast, Wien, Österrike, 1909 - 1911
- Villa Skywa-Primavesi, Wien, Österrike, 1913 - 1915